# Carex hassei
Carex hassei L.H.Bailey es una especie de planta herbácea de la familia de las ciperáceas.

## Hábitat y distribución
Es nativa de América del Norte occidental de Columbia Británica a Baja California y Nuevo México, donde crece en lugares húmedos, como prados. 

## Descripción
Esta juncia es similar a  Carex aurea, y en ocasiones ha sido tratada como parte de esa especie.  Produce tallos de hasta unos 40 centímetros de altura, o algunas veces más altos. La inflorescencia tiene una larga bráctea como una hoja que es más larga que los picos. Las flores tienen color marrón rojizo, con punto blanco en las escalas y el fruto está recubierto en un perigynium que es carnoso.

## Taxonomía
Carex hassei fue descrita por  Liberty Hyde Bailey y publicado en Botanical Gazette 21(1): 5. 1896.
Etimología
Ver: Carex
hassei; epíteto otorgado en honor de la botánica estadounidense Clara H. Hasse.
Sinonimia
- Carex aurea var. celsa L.H.Bailey (1889).
- Carex saliniformis Mack. (1909).
- Carex celsa (L.H.Bailey) Piper in C.V.Piper & R.K.Beattie (1915), nom. illeg.[2]